# 廖永远
廖永远（1962年9月—），湖北松滋人，中共党员，教授级高级工程师，曾任中国石油天然气集团公司总经理。廖永远在石油天然气行业拥有近30年的工作经验。他与中石化集团前总经理、党组书记苏树林同岁，业内将二人并称“东西二虎”，其中廖永远因曾任塔里木油田公司总经理，被称为“西北虎”。

## 生平
廖永远毕业于江汉石油学院（现长江大学)钻井工程专业和华东石油学院（现中国石油大学（华东））管理科学与工程专业。他在中石油的30年从业生涯，主要是聚焦在石油勘探上游和天然气管道领域。大学毕业后，廖永远从油井的场地工开始干起，逐步升到队长。不过，他在1988年曾遭遇打击，职务被一撸到底，个中原因难以求证。廖永远的仕途真正迎来转机是1994年主动请缨参加塔里木勘探会战。其后数年随着塔里木油田探明储量和产量的不断飞跃，廖永远也在中石油内部脱颖而出，37岁即当上塔里木油田总经理。“西北虎”的名声就由此而来。2004年起任中石油公司总经理助理，次年任中石油副总裁，2007年2月担任中石油公司副总经理。
2010年7月16日，大连中石油国际储运有限公司原油库输油管道发生爆炸，引发大火并造成大量原油泄漏引发污染，造成数人伤亡。2011年11月，作为中石油安全总监的廖永远被处以记过处分。2013年5月13日，中石油集团党组召开扩大会议宣布中央决定：中共中央、中国国务院决定，廖永远出任中石油集团总经理；国务院国资委党委决定，廖永远出任中石油集团董事。

## 落马
2010年、2011年，国家审计署两个审计反映廖永远违法违规问题，上报中纪委，中纪委对廖永远开始怀疑查处。
2015年3月15日，中共中央纪委宣布廖永远因涉嫌严重违纪违法，目前正接受组织调查。有业内消息人士透露，廖永远不涉及周永康案，与蒋洁敏的交集也不大，他的主要问题应该在工程腐败上。财新网引述知情人士称，“廖永远的江湖气很重，任人唯亲、独断专横，还喜欢吹牛说大话，曾遭到多名中石油员工的举报。”也有人指出，“廖永远在北京有一个秘密据点，只有与他极其亲近的人才能去纵情声色。”
2015年6月15日，中纪委通报，廖永远因隐瞒不报个人有关事项、收受礼金、收受巨额贿赂、向他人行贿、与他人通奸被双开，并移送司法机关。经审理查明：1997年至2014年上半年，被告人廖永远利用担任塔里木油田勘探开发指挥部常务副指挥、指挥、中国石油塔里木油田公司经理、中国石油天然气股份有限公司塔里木油田分公司总经理、四川石油管理局局长、中石油公司总经理助理、副总经理、总经理等职务上的便利，为相关单位和个人在企业经营、职务晋升等方面提供帮助。2003年至2015年初，廖永远直接或通过特定关系人非法收受上述单位和个人给予的财物共计折合人民币1339.410173万元，另有人民币2103.156904万元的财产不能说明来源。
2017年1月19日，廖永远因犯受贿罪、巨额财产来源不明罪，被山东省德州市中级人民法院判处有期徒刑十五年，并处罚金150万元。